# تیم ملی فوتسال قطر
تیم ملی فوتسال قطر   نماینده قطر در مسابقات بین‌المللی فوتسال و یکی از تیم‌های فوتسال آسیایی است. 
براساس رده‌بندی فیفا تیم فوتسال قطر جایگاه ٨۴ را در بین تیم‌های ملی فوتسال جهان دارد.